# Luptă de clasă

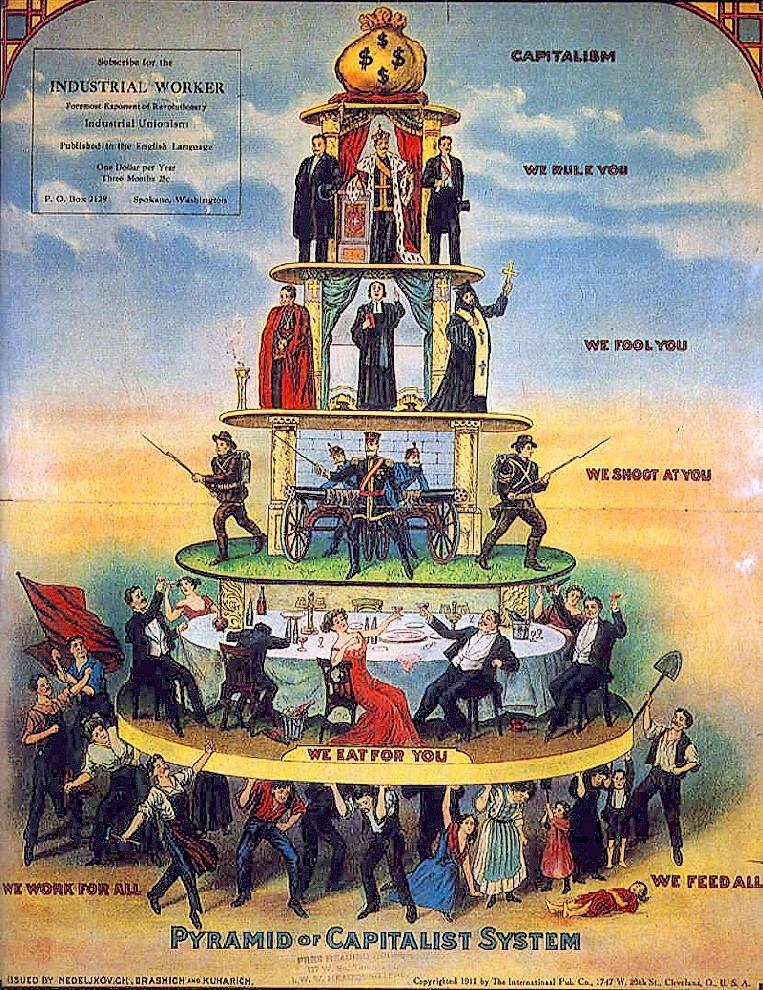
Caricatură americană din 1911, Piramida sistemului capitalist

Conceptul de luptă de clasă este utilizat în ideologia marxistă, pentru a explica conflictele sociale și politice dintre clasele sociale și pentru a descrie transformarea acestor raporturi sociale.  În lucrările politice și economice ale lui Karl Marx și Mihail Bakunin lupta de clasă este un principiu central și un mijloc practic de realizare a schimbărilor sociale și politice radicale pentru majoritatea socială.

## Utilizare

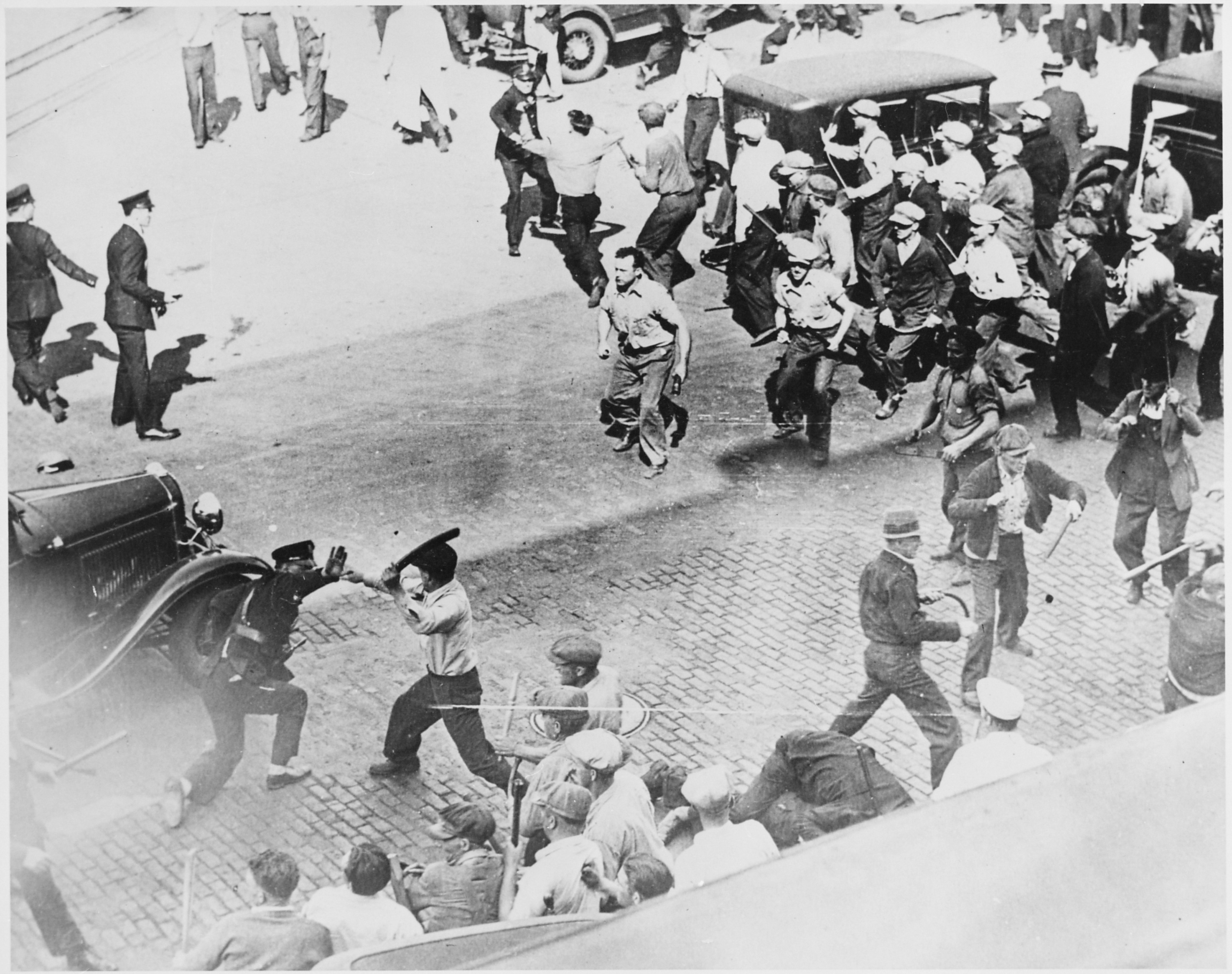
Război de clasă socială: șoferii de camioane se luptă cu poliția în cursul Minneapolis Teamsters Strike din 1934.

În știința politică, socialiștii și marxiștii folosesc termenul conflict de clasă pentru a defini o clasă socială prin relația sa cu mijloacele de producție, cum ar fi fabricile, terenurile agricole și mașinile industriale. Controlul social al muncii și al producției de bunuri și servicii este un concurs politic între clasele sociale. Anarhistul Mihail Bakunin a spus că luptele de clasă ale clasei muncitoare, ale țărănimii și ale săracilor care muncesc au fost esențiale pentru realizarea unei revoluții sociale care să depună și să înlocuiască clasa conducătoare și crearea socialismului liberal. În contrast, teoria istoriei lui Marx propune ca conflictul de clasă să fie decisiv în istoria sistemelor economice organizate de ierarhiile clasei sociale, cum ar fi capitalismul și feudalismul. Marxiștii se referă la manifestările sale evidente ca război de clasă, o luptă a cărei rezolvare în favoarea clasei muncitoare este privită de ei ca inevitabilă în capitalismul plutocratic.

### Societățile pre-capitaliste
În cazul în care societățile sunt divizate social pe baza statutului, a bogăției sau a controlului producției și distribuției sociale, apar structuri de clasă și sunt astfel colaterale cu civilizația însăși. Este bine documentat de cel puțin din Antichitatea clasică europeană (conflictul de ordine, Spartacus etc.) și diferitele revolte populare din Europa târzie medievală și din alte părți.
Una dintre primele analize ale acestor conflicte este războiul țărănesc al lui Friedrich Engels din Germania. Una dintre cele mai vechi analize ale dezvoltării clasei ca o dezvoltare a conflictelor dintre clasele emergente este disponibilă în asistența reciprocă a lui Piotr Kropotkin. În această lucrare, Kropotkin analizează eliminarea bunurilor după moarte în societățile pre-clasice sau vânător-culegător și cum moștenirea produce diviziuni și conflicte de clasă timpurie.

### Secolul al XX-lea din Statele Unite
În discursul "Marele război american de clasă" (2013), jurnalistul Bill Moyers a recunoscut existența unui conflict social clasic între democrație și plutocrație în S.U.A. Chris Hedges a scris o coloană pentru Truthdig numită "Let's Get This Class War Started", care a fost o piesă a lui Pink "Get the Party Started."